# Francesco Peretti di Montalto
Francesco Peretti di Montalto (Roma, 1595 - Roma,  4 de maio de 1655) foi um cardeal do século XVII

## Biografia
Nasceu em Roma em 1595. Filho do Príncipe Michele Peretti Damasceni e Margherita della Somaglia, de Milão, filha única do Conde Alfonso Cavasio. príncipe romano. Segundo príncipe de Venafro. patrício veneziano. Marquês de San Martino. Conde de Celano. Barão de Pescina. Signore de San Rufino, San Benedetto dei Marsi, Aschi, Cocullo, Venere, Cerchio, Lecce dei Marsi, Goia dei Marsi, Bisegna, San Sebastiano, Sperone, Ortucchio, Torrimpietra, Palidoro, Tor Lupara e Mentana. Sobrinho-bisneto do Papa Sisto V; e último descendente da família. Sobrinho do cardeal Alessandro Damasceni Peretti (1585). Seu sobrenome também está listado como Peretti Damasceni.
Incentivado pelo pai a se casar para garantir a continuidade da família, escolheu a princesa de Cesi para ser sua futura esposa. Quando seu pai viu a noiva, ele se apaixonou por ela e decidiu se casar com ela. Francesco ficou muito chateado ao ver-se substituído pelo pai e deixou a casa paterna e embarcou em uma longa viagem. Não querendo mais ouvir falar de núpcias e matrimônios, tomou as sagradas ordens .
Criado cardeal sacerdote no consistório de 16 de dezembro de 1641; recebeu o gorro vermelho e o título de San Girolamo degli Schiavoni (ou dei Croati), em 10 de fevereiro de 1642. Participou do conclave de 1644, que elegeu o Papa Inocêncio X..
Eleito arcebispo de Monreale, em 30 de maio de 1650. Consagrado, em 7 de junho de 1650, na capela papal do Palácio Quirinale, em Roma, pelo Papa Inocêncio X, coadjuvado pelo Cardeal Marcello Lante, bispo de Ostia e Velletri, decano do Sacro Colégio de Cardeais, e pelo Cardeal Giulio Roma, bispo do Porto e Santa Rufina, vice-decano do Sagrado Colégio dos Cardeais. Em 1651 iniciou a visita à arquidiocese. Camerlengo do Sacro Colégio dos Cardeais, de 8 de janeiro de 1653 a 12 de janeiro de 1654. Participou do conclave de 1655, que elegeu o Papa Alexandre VII..
Morreu em Roma em 4 de maio de 1655, perto das 5 da manhã, em seu palácio romano perto da igreja de S. Lorenzo em Lucina. Enterrado em 7 de maio de 1653, na capela de Sisto V na basílica patriarcal da Libéria, Roma..